# El Platanal, Guerrero
El Platanal är en ort i Mexiko.   Den ligger i kommunen Buenavista de Cuéllar och delstaten Guerrero, i den sydöstra delen av landet, 110 km söder om huvudstaden Mexico City. El Platanal ligger 1 174 meter över havet och antalet invånare är 113.
Terrängen runt El Platanal är huvudsakligen kuperad, men österut är den bergig. Runt El Platanal är det ganska glesbefolkat, med 39 invånare per kvadratkilometer. Närmaste större samhälle är Puente de Ixtla, 16,6 km nordost om El Platanal. I omgivningarna runt El Platanal växer huvudsakligen savannskog.